# Учіха Ітачі
Ітачі Учіха (яп. うちは イタチ, Учіха Ітачі) — герой манги та аніме-серіалу «Наруто». Ітачі Учіха знищив майже весь свій клан, залишивши в живих тільки молодшого брата Саске. Після цього його було визнано небезпечним злочинцем, а Саске поставив за мету свого життя його вбивство. До моменту своєї смерті був членом злочинної організації Акацукі.
В перекладі з японської «Ітачі» означає «тхір».

## Мета і характер
Всі вважають холоднокровним і безжальним вбивцею з маніакальною схильністю, тому що він вбив весь свій клан. Однак насправді є дуже врівноваженою, співпереживаючою та благородною людиною, яка здатна пожертвувати своїм життям і честю заради щастя і благополуччя інших. 
Ітачі має загалом спокійний характер. Він шанобливо ставиться до інших людей і завжди здатний оцінити чужі досягнення, навіть якщо вони досить незначні. Він вміє себе контролювати, хоча іноді дивується, якщо хтось сильно перевершує його очікування. Любить глибоко міркувати щодо життя, обов'язку, натури людини, шинобі, суспільства та війни. Неймовірно розумний і талановитий як стратег, і він дуже добре розуміється на людях. Прекрасно вміє приховувати емоції та брехати, має залізну волю та самоконтроль. Він не особливо виявляв цю рису і був дуже доброю та приємною людиною. За винятком окремих моментів, навіть будучи генієм, Ітачі не зарозумілий. Вміє визнавати свої помилки та просити вибачення. Один із найскладніших і суперечливіших персонажів у Наруто.
Мета життя Ітачі, заради якої він винищив свій клан і зрадив Коноху, до недавнього часу була невідома. Але в подальших главах манґи Ітачі пояснює свій вчинок-він вбиває весь свій клан через те, що вони хотіли зробити переворот. Ітачі примусили це зробити, але він не зміг вбити молодшого брата, якого любив сильніше ніж батьків.
Оскільки Ітачі вступив до таємної організації АНБУ (за вимогою свого ж батька), він став подвійним агентом. З однієї сторони, він працював на АНБУ і приносив інформацію про клан Учіх, з іншої, доносив інформацію про АНБУ та його плани своєму клану. Така ворожість і прагнення інформації пояснюється розповіддю Тобі про розподіл сили між кланами Учіх і Сенджу і їхнього вічного протистояння.
Так, як на останньому зборі клану Ітачі зрозумів, що його батько Фугаку здогадується про плани АНБУ щодо "знеславлення" клану і внаслідок готує переворот, він отримує надсекретне завдання: знищити весь клан. Вибираючи між життям близьких і рідних та життям всіх жителів Конохи, він проводить безсонну ніч, в яку і зустрічає Учіху Тобі (який називає себе Мадара). Він вирішує попросити допомоги у засновника клану, на що той відповідає згодою. Перед скоєнням "злочину" Ітачі бере слово з Данзо, що Саске ніколи не дізнається правду про мотиви його вчинку. Погодившись на довічне вигнання та ненависть брата, покидаючи Коноху, Ітачі вирішує, що загине від руки свого брата Саске - єдиного, кого він так і не зміг убити. Переживаючи за подальше життя свого молодшого брата, Ітачі змушує його жити і набиратись сил, хоча б для того, щоб відомстити Ітачі.

## Стосунки між персонажами
Саске Учіха, рідний брат Ітачі, а також єдиний, хто залишився живий після трагедії в клані, ненавидить свого брата всім серцем і бажає його вбити. Ітачі, натомість потребує очей Саске. Це приводить двох братів до поєдинку, де Саске розповідає про всю ту ненависть, яку таїть в своєму серці. Битва закінчується смертельно для Ітачі. Саме після його смерті Саске дізнається про те, що Ітачі дуже сильно любив його і всім серцем бажав, щоб він виріс сильним.
Ітачі переслідував Наруто Узумакі. Він, будучи членом «Акацукі», повинен був би заволодіти Дев’тихвостим Лисом всередині Наруто. Узумакі ненавидить Ітачі, вважаючи, що через нього Саске покинув Коноху. При зустрічі з Ітачі Наруто каже, що Саске йому як брат, а його, Ітачі, він прагне бачити мертвим.
Партнером Ітачі є Кісаме. Ітачі було однаково, який у нього буде партнер. Однак Кісаме не міг більше ні з ким зжитися з «Акацукі», окрім Ітачі, тому їх двох було об'єднано в одну групу.
Орочімару був першим партнером Ітачі і намагався захопити його тіло. Але після невдалої спроби покинув Акацукі.

## Перша частина

### Дитинство
В дитинстві Ітачі був неймовірно талановитим. Він в закінчив у Академію Ніндзя в 6 років, пробудив свій Шарінґан у 8 років, став Чунін у 7 років. Після цього він стає членом АНБУ.
Дивлячись на неймовірний прогрес, батько Ітачі - Фуґаку Учіха- розповідає сину про особливий вид Шарінґану - Манґекьо Шарінґан, пробудити який можна лише вбивши свого найкращого друга. Також батько розповідає сину про засновника клану — Мадара Учіха. Після цього Ітачі тільки й думає про слова батька.
Завдяки талантам сина, батько вважав Ітачі майбутнім клану. Він не таїть цього, покладаючи надії на Ітачі. Через це батько мало уваги приділяє Саске. Ітачі, натомість, проводить із Саске деякий час; проведені із братом моменти були для Саске маленькими святами. Хлопчик постійно просив брата про спільні тренування, однак Ітачі завжди відмовляв, мотивуючи, що не має часу і потренується із Саске пізніше.

### Вбивство клану
Однак згодом Ітачі починає проявляти дивні риси. Коли члени клану звинувачують його у вбивстві найкращого друга, Шисуї Учіха, то Ітачі мало їх не вбиває. Його зупиняє Саске, який просить брата зупинитися. Ітачі послухався, але Саске помічає дивний Шарінґан в очах Ітачі - такий, якого не мав жодний член клану. Одного разу Ітачі зіткнувся зі своїм батьком у підвалі храму Нака , який виявив, що мав власний Мангекьо Шарінган з часів Третьої світової війни Шинобі. Прочитавши кам’яну скрижаль разом із нею та знаючи правду про її силу, Фугаку закликає Ітачі на допомогу в безкровній революції, стримуючи вище начальство замість того, щоб контролювати Дев’ятихвостого Лиса , більшу частину прихильності клану до кровопролиття. Замість цього Ітачі повертався до Ради Конохи, щоб повідомити про неминуче повстання клану. 
Хоча Третій Хокаге все ще бажав вести переговори з Учіхами, Данзо Шимура визнав, що більше немає результату, який міг би побачити виживання клану Учіха. Він пояснив це Ітачі та залишив йому вибір: підтримати переворот Учіхи та вбити весь клан, включаючи Саске, або прийняти завдання знищити клан до початку перевороту та дозволити пощадити Саске. Ітачі вибрав захистити свого брата. Незважаючи на те, що він зробив свій вибір, Ітачі мучився почуттям провини, особливо усвідомлюючи, що Шисуї, швидше за все, не пробачить його рішення знищити клан. Однак, пам'ятаючи слова свого батька не дозволяти іншим вирішувати його життя, він вирішив продовжувати свій шлях. Роблячи останні приготування, Ітачі виявив чоловіка в масці, який крадеться навколо Конохи. Спостерігаючи за ним, він дійшов висновку, що цей чоловік якось зв’язаний з Мадарою Учіхою , який прагне спровокувати новий конфлікт. Ітачі звернувся до нього з пропозицією: він допоможе «Мадарі» знищити Учіху, помстившись їм за те, що вони покинули його десятиліття тому, якщо Мадара пощадить село, на що той погодився.
Ітачі свариться зі своїм батьком, вони не розмовляють. Фуґаку каже, що він, батько, не може зрозуміти свого старшого сина. Після цього Ітачі вирішує діяти. Коли Саске пізно повертається з Академії Ніндзя, то застає весь свій клан убитим. Згодом Ітачі розповідає, що це він винищив усіх Учіх і каже Саске мститися за це. Також Ітачі розповідає про свій Манґекьо Шарінґан і каже Саске отримати такий самий. Після цього Ітачі зникає.

### Життя в «Акацукі». Повернення в Коноху
Покинувши свій клан, Ітачі приєднується до кримінальної організації «Акацукі». Там він перемагає Дейдару та Орочімару і стає партнером Кісаме Гошіґакі, ніндзя — зрадника із Селища Туману. 
Через деякий час Ітачі разом із Кісаме направлений лідером «Акацукі» в Коноху по Наруто — захопити Дев’ятихвостого Лиса. Перед цим Ітачі зустрічається у поєдинку з Асума Сарутобі, Куренай Югі та Какаші Хатаке. Ітачі з легкістю перемагає Какаші використавши Шарінґан, але не вбиває його, поява Майто Ґая зупиняє поєдинок.
Після цього Ітачі та Кісаме зустрічають Наруто в готелі, однак їм на шляху стає Саске, що довідався про повернення брата. Однак сили Саске недостатньо, Ітачі з легкістю його перемагає, ще раз повторюючи слова про помсту. 
Однак викрасти Наруто не вдається — його захищає Джирайя. Ітачі та Кісаме покидають Наруто, не виконавши місію.

## Друга частина

### Нова зустріч
Ітачі знову з'являється в аніме як активний учасник подій, що відбуваються. Організація «Акацукі» тепер почала активно діяти, й Ітачі бере участь у спробах заволодіти Хвостатими Демонами. Розуміючи, що його кінець близький, Ітачі посилає свого клона знайти Наруто. Коли той робить спробу атакувати, Ітачі каже, що просто хоче поговорити. Спіймавши Наруто в Гендзюцу, Ітачі запитує його, чому Саске такий дорогий для нього. У відповідь, Наруто каже, що на відміну Ітачі, він ставиться до Саске, як до брата, і зробить усе, щоб повернути його. Ітачі посміхається, після чого в рот Наруто влітає ворона . Ітачі пояснює це тим, що він щойно передав Наруто частину своєї сили. (Він не розповідає йому про справжні цілі ворони, в очницю якої колись імплантував Мангекйо Шарінган Шисуї, і він буде реагувати побачивши очі Ітачі, на інших власників Шарінгана, змушуючи їх захищати Коноху. Ітачі очікує, що Саске в певний момент пересадить собі його очі, він вигадує план із вороною, завдяки якому до Саске повернеться його відданість Конохі після смерті старшого брата). Справжній Ітачі поспішає назустріч Саске. Він каже, що їхній довгоочікуваний бій відбудеться у таємному місці клану Учіха.

### Саске та Ітачі
У недавніх главах манґи показано бій Ітачі із Саске, де розповідається правда про клан Учіха. Ітачі каже, що хоче заволодіти Шарінґаном Саске. Однак Ітачі б'ється до останнього. В Саске кінчається чакра, і з проклятої печатки вилазить оротімару. Ітачі використовує Сусаноо і Орочімару помирає. Саске звільнений з печатки, Ітачі просить пробачення у Саске і падає перед братом.

## Справжня місія Ітачі
Після битви, Тобі розповідає Саске про те, що це було обманом Ітачі і він розповідає історію змови клану Учіха проти Хокаге. Тут стає ясно, що Ітачі всього лише хотів захистити свого брата і навіть був готовий пожертвувати собою. Бій проти Саске було всього лише трюком, з метою з одного боку зняти вплив Орочімару на Саске, а з іншого передати йому Аматерасу. Після зустрічі Саске з Наруто Тобі імплантує Саске очі Ітачі, щоб той отримав вічний Мангекью і тим самим став сильнішим.

## Четверта світова війна
Поряд з іншими членами Акацукі, Кабуто воскресив Ітачі за допомогою Кучійосе: Едо Тенсей, щоб той боровся за Учіху Мадару проти альянсу Шинобі у четвертій світовій війні. У той час як Какудзо, Дейдара і Сасорі б'ються на полі бою, Ітачі і Нагато перебувають біля входу в комплекс, схожий на храм і обговорюють Мадару, його нового союзника і їх плани. 

### Ітачі, Наруто та Кіллер Бі проти Наґато
Кілер Бі та Наруто поспішають до Тобі, щоб знищити його. Але назустріч їм ідуть Ітачі та Наґато, тож їм доводиться затриматися. Ітачі каже, що тільки хоче поговорити з ними, і говорить до них. Вони не підозрюють, що за ними спостерігає Кабуто. Кабуто знову відновив Едо Тенсей, Ітачі несподівано пустив вогняну кулю, але Кілер Бі витягує свій меч і розвіює його техніку. Несподівано через декілька хвилин Раптом Наруто стає погано та із його рота вилазить ворона Ітачі. Саме цього ворона проковтнув Наруто, при зустрічі з Ітачі, коли той ще був живий. У ворона одне око було з шарінганом Шисуї Учіхи. Він розказав, що коли Шисуї був за крок від смерті, то ліве око віддав Ітачі. Після цього Ітачі звільняється від Едо Тенсей.
Але Наґато не звільнився від Едо Тенсей, і викликав 2 створіння: хамелеона та двоголового пса. Наруто починає атакувати пса, але в нього тільки виросла ще одна голова - став триголовим. Наруто зробив ще сильнішу атаку по триголовому псу, але від цього в нього виросло ще 3 голови. Наґато пояснює, що якщо Наруто буде атакувати, то пес ставатиме тільки сильнішим, тому Наруто припиняє атаку, і стає прямо на спину гіганту. Потім Учіха обернувся до Наґато виконав техніку Аматерасу, і чорний вогонь потрапив на Наґато. Аматерасу також потрапило на мотузки з чакри, і Наґато впав на землю. Пес та птеродактиль зникли. Ітачі, Наруто та Кілер Бі дивилася на те, як догорає Наґато, але Кабуто посилює дію Едо Тенсей, і Наґато підводиться. Він продовжує бій - бере в заручники Наруто і забирає в нього чакру. Взяв чакру у Хачібі, коли той був у режимі восьмихвостого, і волосся стає в нього червоного кольору. Кілер Бі хотів зненацька напасти на Наґато, але він також бере Кілера Бі в заручники. Він виконує спеціальну техніку на восьмихвостого. Ще б трохи, і він помер, аж тут на Наґато нападає Сусано Ітачі, але Наґато робить техніку Тібато Тенсей, і вони підлітають вгору разом із землею. Ітачі, Кілер Бі та Наруто використали свої сильні техніки, і техніка Наґато припинила свою дію. На землі Наґато хотів засміятися, але з-під землі його проштрикнув меч Сусано. Наґато знав цей прийом, адже за допомогою цього меча він запечатав Орочімару. Наґато прощається з Ітачі, Наруто та Кілером Бі, і відправляється у світ мертвих. Ітачі натомість сказав їм, що помчить до Кабуто, щоб припинити дію Едо Тенсей. З цими словами Учіха зник.

## Техніки
Ітачі дуже талановитий шинобі. У сім років він став найкращим студентом академії, у вісім років опанував Шарінганом, в десять років став Чуніном, в одинадцять років Ітачі вступив в Анбу, а в тринадцять років став лідером однієї із команд АНБУ. Його швидкість в бою і формуванні знаків, а так само сила - надзвичайні. Як Учіха він володіє безліччю технік Катона(Вогню). За допомогою свого Мангекью Шарингану, Ітачі здатний використовувати колосальної сили Ніндзюцу і Гендзюцу, такі як Аматерасу, Сусано або Цукуйомі. Тільки в його витривалості лежить маленька слабкість, так як його техніки забирають багато сили і з часом призводить до повної сліпоти. Понад те, він страждає від невідомої хвороби, яка є невід'ємною складовою при частому використанні Шарінгану.